# Императорский Черноморский флот
Императорский Черноморский флот (ЧФ) — оперативно-стратегическое объединение ВМФ Российской империи на Чёрном и Азовском морях.
В Российской империи регулярный флот на Чёрном море был создан после присоединения Крыма к России. Официальной датой создания считается 2 (13) мая 1783 года, когда 11 кораблей Азовской флотилии впервые вошли в Ахтиарскую бухту. Однако основное ядро флота в это время только строилось, и фактически флот был образован только после объединения кораблей Азовской военной флотилии с присоединившейся к ней позже вновь созданной Днепровской военной флотилией.

## Создание флота
Вице-адмирал Ф. А. Клокачёв 11 января 1783 года был назначен командующим «флотом, заводимым на Чёрном и Азовском морях».
2 (13) мая 1783 года отряд из 11 кораблей Азовской флотилии (11 кораблей) под флагом вице-адмирала вошёл в новый пункт постоянного базирования флота — в Ахтиарскую (впоследствии Севастопольская) бухту (Крымский полуостров), где на месте поселения Ахтиар ещё через год была заложена крепость и город Севастополь, ставший главной базой флота (с 1804 года — главным военным портом).
В 1785 году строящийся Черноморский флот императорским указом Екатерины был выведен из подчинения у находившейся в Петербурге Адмиралтейств-Коллегии и подчинён Г. А. Потемкину.
В этом же году для непосредственного управления флотом в Херсоне было создано особое Черноморское адмиралтейское правление, устроенное наподобие петербургской Адмиралтейств-Коллегии, и был утверждён штат этого правления: председателем Адмиралтейского Правления был «флагман, командующий флотом из адмиралов или вице-адмиралов», и при нём капитан над портом из капитанов 1-ранга. Членами правления были обер-кригс-комиссар, цейхмейстер, казначей и контролёр. Центральными органами управления были Канцелярия при правлении и шесть экспедиций Кригсрехтских дел, Экипажская и интендантская, Контрольная, Казначейская, Комиссариатская и Артиллерийская. Всего по штату 1785 г. в Правлении и Экспедициях должно было состоять 145 человек, с годовым жалованием 17758 рублей 50 копеек.
В этом же году был утверждён и первый штат Черноморского флота в составе 12 линейных кораблей, 20 фрегатов, 5 шхун, 23 транспортных судов, личного состава — 13,5 тысяч человек.
В 1787 году сама российская императрица Екатерина II вместе с австрийским императором Иосифом II побывала на церемонии спуска достраиваемых кораблей флота в Херсоне.
Позднее[когда?] на главную базу прибыли 17 кораблей вновь созданной Днепровской флотилии, уже успевшей в 1788 году разгромить османский флот под Очаковым. Эти корабли составили ядро нового флота. На берегу бухты началось строительство казарм, верфи, складов.
Председателем Черноморского адмиралтейского правления в 1792—1799 был Н. С. Мордвинов.

## Парусный флот — развитие и боевое использование
В XVIII—XIX веках Черноморский флот успешно действовал в войнах России с Османской империей, Францией и другими государствами.
Строительство и победы Черноморского флота связаны с именами выдающихся флотоводцев: Г. А. Потёмкина, Джон Пол Джонса, Нассау-Зигена, Ф. Ф. Ушакова, Д. Н. Сенявина, М. П. Лазарева, П. С. Нахимова, М. И. Войновича и других.

### Русско-турецкая война 1787—1791
Несмотря на численное превосходство турецкого флота, российский Черноморский флот нанёс ему крупные поражения в сражениях в днепровском Лимане (1788 год), у Фидониси (1788 год), в Керченском сражении (1790 год), у Тендры (1790 год) и у мыса Калиакрия (1791 год).
В войне ярко проявилось флотоводческое искусство контр-адмиралов Джон Пол Джонса, Нассау-Зигена, Н. С. Мордвинова, М. И. Войновича и Ф. Ф. Ушакова.
В 1789 году в Николаеве была заложена кораблестроительная верфь, и сюда из Херсона было переведено Черноморское адмиралтейство.

### Война с Францией
Во время войны с Францией эскадра Черноморского флота под командованием Ушакова вела в 1798—1800 годах боевые действия в Средиземном море, освободила Ионические острова, штурмом овладев островом Корфу.

### Русско-турецкая война 1806—1812
В 1807 году эскадра под командованием вице-адмирала Д. Н. Сенявина, действуя в Эгейском море, разгромила турецкий флот в Дарданелльском и Афонском сражениях.
На Чёрном море в этой войне флот наиболее активно действовал у побережья Кавказа, взаимодействуя с сухопутными силами (овладение Анапой, Поти, Сухумом) и ведя непрерывное крейсерство для срыва снабжения морем турецкий войск в Закавказье и горцев.

### Русско-турецкая война 1828—1829
Черноморский флот содействовал наступлению войск на Балканском и Кавказском театрах военных действий. Неувядаемой славой покрыл себя бриг «Меркурий», одержавший победу в бою с двумя турецкими линейными кораблями. В период командования адмирала Лазарева М. П., к середине XIX века Черноморский флот был лучшим парусным флотом в мире и включал 14 парусных линейных кораблей, 6 фрегатов, 4 корвета, 12 бригов, 6 пароходофрегатов и др.
В 1833 году флот способствовал удержанию у власти турецкого султана Махмуда II походом кораблей и десантом сухопутных войск в Босфоре для прикрытия столицы и помощи Турции во время Турецко-египетской войны 1831—1833 годов.
Флот участвовал и в боевых операциях Кавказской войны: корабли вели разведку, обстреливали скопления горских воинов, высаживали десанты, осуществляли переброску войск, вели борьбу с контрабандной доставкой оружия горцам англичанами и турками и т. д.

### Крымская война
Крымская война 1853—1856 велась Россией против коалиции Османской империи, Франции, Великобритании и позднее Сардинии за господство на Балканах, в бассейне Чёрного моря, на Кавказе.
18 (30) ноября эскадра под командованием вице-адмирала П. С. Нахимова в ходе Синопского сражения уничтожила турецкую эскадру Османа-паши. «Синопский инцидент» послужил формальным основанием для вступления Англии и Франции в войну против России.
Во время Севастопольской обороны 1854—1855 большая часть судов Черноморского флота была затоплена на Севастопольском рейде, черноморским морякам под руководством адмирала В. А. Корнилова, вице-адмирала П. С. Нахимова и В. И. Истомина пришлось сражаться на суше.

### После Крымской войны
По Парижскому мирному договору 1856 года все страны участницы были лишены права держать военный флот на Чёрном море.
Согласно отдельной русско-турецкой конвенции, подписанной по окончании Крымской войны, каждая из черноморских держав могла иметь для береговой службы по шесть паровых судов длиной до 50 метров по ватерлинии и водоизмещением до 800 тонн, а также по четыре лёгких паровых или парусных судна водоизмещением до 200 тонн. Однако, в результате того, что во время войны Россия потеряла большую часть Черноморского флота, на Чёрном море не было даже установленного количества судов. По этой причине сюда были переведены шесть корветов Балтийского флота. В сентябре 1857 года из Кронштадта в Николаев под командованием капитана 1-го ранга И. Ф. Лихачева прибыл отряд из корветов «Зубр», «Рысь» и «Удав», а к концу апреля 1858 года прибыл второй отряд, состоящий из корветов «Буйвол», «Вепрь» и «Волк», под командованием капитана 1-го ранга А. Х. Винка. Позже для нужд флота уже в Николаеве были построены парусно винтовые корветы «Сокол», «Ястреб», «Кречет», «Львица» и «Память Меркурия». Заложенный в Николаевском адмиралтействе до окончания войны корвет «Воин» не проходил по требованиям к водоизмещению и после спуска на воду был введён в состав флота в качестве транспорта.
Ограничения Парижского мира были сняты в 1871 году. В связи с тем, что приказом генерал-адмирала № 114 от 1 октября 1871 года Черноморская флотилия была преобразована в Черноморский флот, а главный командир Николаевского порта стал главным командиром Черноморского флота и портов, было преобразовано и находившееся под его началом управление. При этом входивший в состав управления штаб главного начальника Николаевского порта вновь стал штабом главного командира Черноморского флота и портов.
К очередной войне с Турцией флот восстановиться не успел. В 1877—1878 года небольшая эскадра кораблей Черноморского флота участвовала в очередной русско-турецкой войне. Основу флота в этой войне составили переоборудованные под военные нужды пароходы РОПиТ: «Великий князь Константин», «Владимир», «Веста», «Россия», «Ливадия» и другие.

## Возрождение флота
В конце XIX века Черноморский флот был возрождён как паровой броненосный флот, причём строящиеся в Николаеве и Севастополе броненосцы были более мощными и крупными, чем корабли аналогичного класса на Балтике. Причина этого кроется в том, что международные соглашения запрещали проход военных кораблей через Босфор и Дарданеллы, и в штабах регулярно строились планы по их захвату, а контролирующая их Османская империя и стоящая за ней Великобритания считались более вероятными противниками, чем весьма удалённая Япония или дружественная Германия. К тому же на Балтике значительная часть средств уходила на строительство крейсеров — истребителей торговли, а броненосцы долго не могли избавиться от ярлыка кораблей береговой обороны.
Во второй половине 1880-х годов, в рамках принятой царским правительством в 1881 году 20-летней судостроительной программы, началось строительство серии барбетных паровых броненосцев для Черноморского флота. С 1889 по 1894 год в строй были введены однотипные барбетные броненосцы «Екатерина II», «Чесма», «Синоп» и «Георгий Победоносец», а в 1892 году — отличавшийся от них по конструкции барбетный броненосец «Двенадцать апостолов».
Согласно "Положению об управлении морским ведомством" от 3 июня 1885 года главному командиру Черноморского флота были подчинены Каспийская флотилия и порты Каспийского моря. Его штаб стал заниматься комплектованием флотских экипажей и команд, их расквартированием, нарядами на работы в портах обоих морей. Практика показала неудобство реорганизации, и приказом флоту и морскому ведомству № 64 от 17 июня 1891 года Каспийская флотилия и порты Каспия были изъяты из ведения главного командира Черноморского флота и портов.
Таким образом, вплоть до конца 90-х годов Черноморский флот располагал куда более полноценными линкорами, чем Балтийский, и всего к началу XX века в составе Черноморского флота было уже 7 эскадренных броненосцев, 1 крейсер, 3 минных крейсера, 6 канонерских лодок, 22 миноносца и др.

## 1905—1907
В 1905 году на флоте имели место беспорядки на броненосце «Князь Потёмкин-Таврический» и крейсере «Очаков» (Севастопольское восстание).
По состоянию на 1906 год ЧФ состоял из: 8-ми броненосцев («Чесма», «Синоп», "Екатерина II, «Георгий Победоносец», «XII Апостолов», «Ростислав», «3 Святителя», «Пантелеймон»), 2-х крейсеров («Кагул» и «Очаков».), 1-го крейсера («Память Меркурия»), 3-х минных крейсеров («Капитан Сакен», «Гридень», «Козарский».), 13-ти эскадренных миноносцев, 10-ти миноносцев, 2-х минных транспортов, 6-ти канонерских лодок и 10-ти транспортов. Строились 2 эскадренных броненосца («Евстафий» и «Иоанн Златоуст») и 4 минных крейсера типа «Капитан Баранов».
В мае 1906 года снаряду с Главным морским штабом был организован Морской генеральный штаб, взявший на себя функции оперативного органа.
В этот период разрабатывалась и активно обсуждалась новая программа военного кораблестроения — «Программа развития и реформ вооружённых сил России», известная как «Малая судостроительная программа», которая была утверждена императором Николаем II 6 июня 1907 года, но впоследствии размер ассигнований был сокращён, а сама программа получила название «Распределение ассигнований на судостроение» (до 1911 года планировалось достроить уже начатые суда и заложить для ЧФ 14 эскадренных миноносцев и 3 подводные лодки) и была частично утверждена Государственной Думой весной 1908 года.

## Предвоенный период
Начиная с 1909 года шла активная подготовка и обсуждение новой судостроительной программы — «Десятилетней программы судостроения (1910—1920 гг.)» — так называемой «Большой судостроительной программы», которая в конечном своём варианте предусматривала строительство для ЧФ: 9-ти эскадренных миноносцев типа «Новик» и 6-ти подводных лодок; судов для БФ и Флотилии Тихого океана, а также перевооружение и модернизацию нескольких линейных кораблей — Три Святителя, XII апостолов, Георгий Победоносец. Программа была утверждена 25 марта 1910 года императором Николаем II, однако до 1911 года Государственной Думой не рассматривалась.
17 января 1911 года Государственная Дума выделила средства на строительство 3-х линейных кораблей типа «Императрица Мария», закладка которых была предусмотрена по программе Морского министерства «Об ассигновании средств на усиление черноморского флота», а также на сокращение сроков закладки кораблей, предусмотренных программой 1910 год.
В 1911 году Морским министерством и Морским генеральным штабом начался пересмотр программы 1910 года. В конечном счёте их работа привела к тому, что 25 апреля 1911 года Николай II утвердил «Законопроект о военно-морском флоте» совместно с первоочередной его частью — «Программой спешного усиления Балтийского флота». Закон предусматривал иметь к 1930 года две действующие и одну резервную эскадры в составе БФ; одну действующую и одну резервную в составе ЧФ; а состав Флотилии Тихого океана рассматривался отдельно). После некоторых задержек, небольших корректировок, утверждения Совета министров, Государственного совета, 6 июня 1912 года Государственной Думой данная программа и Закон о флоте были утверждены. Она предусматривала строительство с 1912 по 1916(7) годы для Черноморского флота 2-х лёгких крейсеров типа «Светлана» («Адмирал Нахимов», «Адмирал Лазарев») и значительного числа кораблей и подводных лодок для БФ.
К середине 1914 года была одобрена и утверждена «Программа нового усиления Черноморского флота», предусматривающая строительство четвёртого линкора из серии «Императрица Мария» — Император Николай I, 2-х лёгких крейсеров типа «Светлана» («Адмирал Истомин», «Адмирал Нахимов»), 8-ми эскадренных миноносцев типа «Новик», а также 6-ти подводных лодок, в дополнении к предыдущим программам.
К этому же времени относился зарождение авиации Черноморского флота.

## Флот в Первой мировой войне

### Состав флота к началу войны
К началу Первой мировой войны в 1914 году Черноморский флот имел следующую организацию и корабельный состав:
Командующий Черноморским флотом (1911-1916) адмирал А. А. Эбергард.
Начальник штаба Черноморского флота контр-адмирал К. А. Плансон.
- Бригада линейных кораблей, 6 линейных броненосных кораблей додредноутного типа, вице-адмирал Новицкий П. И.:

флагман флота «Евстафий», капитан 1-го ранга Галанин В. И., «Иоанн Златоуст», капитан 1-го ранга Дмитриев А. А., «Пантелеймон» (бывший «Князь Потёмкин-Таврический») капитан 1-го ранга Каськов М. И., «Ростислав», капитан 1-го ранга Кузнецов И. С., «Три Святителя» капитан 1-го ранга Лукин В. К., «Синоп» капитан 1-го ранга Паттон-Фантон-де-Веррайон П. И.;
устаревший броненосец «Георгий Победоносец» (охрана базы, штабное судно).
- Бригада крейсеров, 2 крейсера типа «Богатырь»:

«Кагул», с 1907 года «Память Меркурия», капитан 1-го ранга Остроградский М. М., «Очаков», с 1907 года «Кагул», капитан 1-го ранга С. С. Погуляев.
- Минная дивизия, контр-адмирал Покровский А. Г.:

17 эскадренных миноносцев, из них 4 турбинных, 12 миноносцев.
- Бригада подводных лодок, 4 подводные лодки, капитан 2-го ранга Клочковский В. Е.

Тип Holland-7R  «Судак», «Лосось», Тип «Е» «Карась» и «Карп».
- Отряд канонерских лодок «Донец», «Терец», «Кубанец».
- Партия траления
- Авиация флота (самостоятельное подразделение с 12.03.1915, первоначально в составе службы связи Чёрного моря), лейтенант Стаховский И. И.:

16 самолётов, 12 лётчиков, 3 ученика-лётчика, 45 авиационных специалистов.
Противостоящий турецкий флот не был достойным противником: турки имели 2 бронепалубных крейсера, 2 эскадренных броненосца, 4 эсминца, 4 миноносца. Относительно позиций Румынии и Болгарии в будущей войны ясности не было, но их символические военно-морские силы можно было совершенно не принимать во внимание. Ситуация резко изменилась после прорыва в Чёрное море «Гёбена» и «Бреслау», формально включенных в состав турецкого флота и получивших на турецкой службе новые названия «Султан Явуз Селим» и «Мидилли». Равных «Гебену» русских кораблей на Чёрном море не было, причём его превосходство было подавляющим и не давало русскому линейным броненосцам шанса на победу в бою «один на один» заставляя действовать эскадрой вплоть до ввода в строй во второй половине 1915 года новых русских линкоров дредноутного типа.

### Боевые действия в 1914-1915 году
Спущенные во время войны дредноуты Черноморского флота
Прекрасно понимавший возникшую угрозу командующий Черноморским флотом А. А. Эбергард ещё в первой половине августа предложил план морской атаки на Босфор и уничтожения «Гебена» и «Бреслау» непосредственно в базе, отвергнутый Главным морским штабом из-за угрозы последующего вступления Турции в войну. В результате Турция всё равно неизбежно вступила в войну спустя два месяца, и при этом инициатива первого удара оказалась на её стороне. Следствием этого стала «Севастопольская побудка» и обстрел турецкими кораблями других черноморских баз и портов: с 29 по 30 октября германо-турецкий флот нанёс удар по Севастополю, Феодосии, Одессе и Новороссийску, а также выставил минные заграждения в Керченском проливе (на море в этом рейде у Севастополя русские потеряли минный заградитель «Прут», 2 парохода и один эсминец получил повреждения)., в Одесской порту, атакованным двумя турецкими миноносцами — канонерскую лодку «Донец» и угольную баржу потопленными, канонерскую лодку «Кубанец» и минный заградитель «Бештау» повреждёнными.
Поэтому русский командующий действовал против линейного крейсера «Гёбена» только силами бригады линкоров (3 корабля). Немецкий командующий Вильгельм Сушон стремился, напротив, разобщить русские корабельные силы и истреблять их поодиночке. Но такого шанса А. А. Эбергард ему не предоставил.
Военные действия первых лет войны показали, что линкоры додредноутного типа не могут эффективно противостоять кораблям нового типа: бригада старых русских броненосцев не могла пресечь действия в Чёрном море «Гебена». Более того, наличие у противника дредноута сковывало действия всего ЧФ: эскадра опасалась выхода в море иначе как в полном составе.
Уже через три дня после германско-турецкой атаки Черноморский флот начал ответные действия: отряд эсминцев под прикрытием линкоров выставил мины у Босфора, другой отряд обстрелял угольные копи Зондулака и потопил там 2 транспорта, на море был перехвачен и полностью уничтожен отряд из 3-х турецких тральщиков, пленено более 200 моряков. А 5 (18) ноября 1914 год южнее Ялты произошло боевое столкновение российской Черноморской эскадры с «Гебеном» и «Бреслау», известное как бой у мыса Сарыч. Бой свёлся к скоротечной перестрелке между «Евстафием» и «Гебеном». Оба корабля получили повреждения, однако, пользуясь преимуществом в скорости хода, германские крейсера смогли оторваться и уйти. Общие потери немцев, по разным оценкам, составили от 112 до 172 человек, русских — 58.
26 декабря «Гёбен» наскочил на минное поле, установленное русскими кораблями вблизи входа в пролив Босфор, после чего смог выйти в море только в начале апреля 1915 года. И практически сразу получил новые повреждения в морском бою у Босфора 27 апреля (10 мая) 1915 год, получив три попадания и не добившись ни одного своего.

### Боевые действия в 1916 году, захват флотом господства на море
Уже во время войны в строй вступили линкоры дредноутного типа: «Императрица Мария» и «Екатерина Великая». Третий дредноут «Император Александр III» был введён в строй уже после Февральской революции. А четвёртый дредноут «Император Николай I» был спущен на воду, но в состав флота до конца войны не вошёл из-за резко обострившейся обстановки после Февральской революции. За годы войны в состав флота были введены 9 эсминцев, 10 подводных лодок, 2 авиатранспорта (прообразы авианосцев) и ряд других кораблей. ВВС флота возросли до 100 боевых машин.
8 января 1916 года произошло боевое столкновение «Гёбена» с «Екатериной Великой» (немцы ошибочно полагали, что встретились с линкором «Императрицей Марией»), окончившееся безрезультатно. Несмотря на сильную на тот момент изношенность, «Гебен» все ещё имел преимущество в скорости и смог уйти. Но активность германского крейсера сохранялась: вскоре после этого столкновения он прикрывал транспорты с войсками, а летом даже обстреливал Туапсе. Немцы увеличили угол возвышения своих орудий, чтобы увеличить их дальность и быть способными к ответу новым русским линкорам на предельной для них дистанции.
Но поскольку в результате всех этих операций главных сил действия «Гебена» и «Бреслау» оказались сильно ограниченными, Черноморский флот развернул эффективную борьбу против морского турецкого судоходства. Отряды русских кораблей всех классов один за одним выходили в море к турецким берегам, счёт потопленных транспортных судов (включая парусные шхуны, используемые турками для перевозок угля) шёл на сотни: только Батумский отряд крейсеров потопил свыше 300 кораблей, подводные лодки флота — примерно столько же. Эффективно действовал флот совместно с сухопутный армией в ходе Трапезундской операции, завершившейся разгромом 3-й турецкой армии.
3 апреля 1915 года бронепалубный крейсер «Меджидие», шедший в сторону Николаева, наскочил на русское минное заграждение и затонул, что сорвало т. н. «Одесскую операцию», ставящей целью бомбардировку Одессы. Примечательно, что данный крейсер был поднят русскими и через год после капитального ремонта и модернизации вошёл в состав ЧФ под названием «Прут».
Однако в русской Ставке были недовольны действиями А. А. Эбергарда, полагая, что он не может решить задачу уничтожения «Гебена» и «Бреслау». Поэтому 15 июля 1916 года вице-адмирал А. В. Колчак принял командование над Черноморским флотом Российской Империи. Основной стратегической задачей новый командующий считал полное минирование выхода из Босфора в Чёрное море.
7 (20) октября 1916 года на линкоре «Императрица Мария» произошёл взрыв порохового погреба, корабль затонул (225 погибших, 85 тяжелораненых). А. В. Колчак лично руководил операцией по спасению моряков и тушению пожара, он сильнейшим образом переживал за случившееся.
Вступление в строй новых линейных кораблей и подводных лодок (особенно типов «Морж» и «Нарвал») позволило флоту установить блокаду угольного района в Анатолии (порты Зунгулдак, Козлу, Эрегли, Килимли), служившего единственным источником местного угля для Константинополя, а также турецкого флота и железнодорожного транспорта. К октябрю 1916 года подвоз угля из Зунгулдака в Константинополь практически прекратился. Блокада привела к резкому сокращению операций турецкого флота, в том числе прекращению тральных работ в устье Босфора. Из-за отсутствия угля в 1917 году «Гебен» ни разу не вышел в море. Русские корабли достаточно эффективно истребляли турецкий грузовой тоннаж. К концу июня 1915 года только в порту Эрегли лежали остатки 9 пароходов, 5 больших и 20 малых парусников. Турки были вынуждены использовать для перевозок парусные шхуны, шаланды, которые при появлении русских кораблей выбрасывались на берег. К концу июля 1915 года русские эсминцы потопили и расстреляли 123 парусника и 90 груженых шхун и фелюг. Самой результативной подводной лодкой по количеству поражённых целей стала подводная лодка «Тюлень» — 53 победы, большинство из которых было одержано под командованием М. А. Китицына, который в дополнение к торпедному оружию широко использовал артиллерию своей лодки и таран, а иногда — захватывал суда и приводил их в Севастополь как трофеи, самым известным случаем была победа над вооружённым турецким транспортом «Родосто».
С 1914 по 1917 годы Черноморский флот активно содействовал сухопутным войскам Кавказского фронта на приморских направлениях (подвоз продовольствия и боеприпасов, высадка десантов и т. д.). На протяжении всего 1916 и вплоть до весны 1917 года шла активная подготовка к Босфорской операции. После вступления Румынии в войну в 1916 году флот получил новую задачу — обеспечивать приморский фланг русско-румынских войск Румынского фронта.
По мнению некоторых исследователей, активная и грамотная деятельность А. В. Колчака по минированию выхода из Босфора и порта Варна, привела к установлению полного господства Черноморского флота и «ни одно неприятельское судно» вплоть до лета 1917 года не появлялось в акватории Чёрного моря». По мнению других исследователей, Колчак продолжил в морской войне линию своего предшественника А. А. Эбергарда и отличием его действий стало лишь повышение интенсивности минных постановок.
В целом за три года войны потери флота оказались минимальны: линейный корабль (от внутреннего взрыва), 1 минный заградитель, 1 подводная лодка, 1 канонерская лодка, 1 госпитальное судно. В личном составе погибли 1 376 моряков.

### Потери Черноморского флота за время Первой мировой войны
Потери Черноморского флота за время Первой мировой войны.
| №  | Класс и наименование корабля                 | Водоизмещение (т) | Время гибели | Место гибели                                   | Причины гибели                                                                             |
| 1  | Линейный корабль «Императрица Мария»         | 24 100            | 20.10.1916   | Севастополь                                    | Внутренний взрыв                                                                           |
| 2  | Канонерская лодка «Донец»                    | 1280              | 29.10.1914   | Порт Одессы                                    | От торпеды турецкого эсминца                                                               |
| 3  | Минный заградитель «Прут»                    | 5459              | 29.10.1914   | На подходах к Севастополю (район мыса Фиолент) | Подожжён артиллерийским огнём «Гёбена» во время Севастопольской побудки, затоплен экипажем |
| 4  | Эскадренный миноносец «Лейтенант Пущин»      | 440               | 09.03.1916   | В районе Варны                                 | На мине                                                                                    |
| 5  | Тральщик Т-250                               | ?                 | 10.03.1916   | В бассейне Чёрного моря                        | Причина гибели не установлена                                                              |
| 6  | Тральщик Т-63                                | ?                 | 03.04.1916   | У побережья Лазистана                          | После боя с турецким крейсером «Мидилли» выбросился на берег                               |
| 7  | Эскадренный миноносец «Живучий»              | 440               | 25.04.1916   | Камышовая бухта                                | На мине                                                                                    |
| 8  | Тральщик ТЩ-252                              | ?                 | 28.06.1916   | Район Арсен-Искелесси                          | Причина гибели не установлена                                                              |
| 9  | Эскадренный миноносец «Лейтенант Зацаренный» | 645               | 30.06.1917   | В районе острова Фидониси                      | На мине                                                                                    |
| 10 | Подводная лодка «Морж»                       | 790               | 11.05.1917   | В районе Босфора                               | На мине                                                                                    |
| 11 | Миноносец № 272                              | 140               | 09.08.1914   | У Херсонесского маяка                          | Столкновение с посыльным судном «Успех»                                                    |
| 12 | Заградитель «Олег»                           | ?                 | 24.12.1914   | В районе Зунгулдака                            | Затоплен после боя с турецким крейсером «Мидилли»                                          |

## После Октябрьской революции. Ликвидация флота

### Черноморский флот при Временном правительстве и во время Октябрьской революции
Несмотря на разложение дисциплины, перехода власти от командующего к Центрофлоту ЧФ, к концу 1917 года Черноморский флот формально оставался крупной боевой силой — только в Севастополе на кораблях и в крепости находилось 2294 офицера и 25028 матросов и солдат.. В другом источнике указано что в ноябре 1917 года на выборах в Учредительное собрание, на Черноморском флоте, было подано 52,5 голосов (в тысячах). К этому моменту на иных кораблях сложились отношения, мало чем отличающиеся от отношений в преступных сообществах. В числе прочих факторов падения дисциплины бывший начальник Севастопольской крепости Ф. П. Рерберг в своих изданных в эмиграции воспоминаниях указывал на роль командующего флотом А. В Колчака, обвиняя его в заигрывании с матросской массой и в противопоставлении себя центральной власти весной и летом 1917 года.
После Октябрьской революции в Петрограде централизованное управление флотом было нарушено: 16 декабря 1917 года в Севастополе был создан Военно-революционный комитет, который взял управление флотом в свои руки. Действовали с весны 1917 годы и иные революционные органы управления — Севастопольский совет (сменил в 1917-1918 годах 4 состава), и Черноморский центрофлот (июль 1917 - июнь 1918). В декабре 1917 — феврале 1918 гг. на флоте прокатилась волна бессудных убийств офицеров — было убито до 1000 офицеров (в том числе отставных, проживавших в Крыму). Оставшиеся офицеры были запуганы или дезертировали. Такие чудовищные потери офицерского состава привели к тому, что Черноморский флот фактически прекратил своё существование в качестве цельной боевой единицы. К этому нужно добавить, что после заключения перемирия на Восточном фронте на Флоте началась тотальная демобилизация личного состава, приведшая к тому, что к моменту заключения Брестского мира флот оставило две трети его состава военного времени.  Небольшая часть офицеров отправилась к А. И. Деникину в зарождающуюся Добровольческую армию и составила там Морскую роту.
По Брестскому мирному договору база флота в Севастополе и полуостров Крым не подпадали под территории, отходящие под контроль Центральных держав, однако позднее Крым был включён в сферу интересов Германии по секретному соглашению с Австро-Венгрией, подписанному 29 марта 1918 года в Бадене. Воспользовавшись как предлогом для вторжения в Крым тем, что сухопутные отряды, состоящие из матросов Черноморского флота, вступили в бои с продвигающимися по Украине германо-австрийскими войсками, Германия начала вторжение в Крым 18 апреля 1918 года. 22 апреля 1918 года Народный комиссар иностранных дел Советской России Г. В. Чичерин направил ноту протеста германскому правительству: «Продвижение в Крым является существенным нарушением Брестского мира, так как является вторжением в пределы Советской Республики. Вторжение угрожает нашему Черноморскому флоту, что может повести к столкновениям, вызываемым интересами самосохранения флота…», на что посол Германии в Москве граф В. фон Мирбах ответил: «Императорское правительство считает себя вынужденным, ввиду нападения флота из Севастополя против Херсона и Николаева, продвинуть туда войска и занять Севастополь».
Хотя ещё 22 марта 1918 года коллегия наркомата по морским делам подготовила для советского правительства доклад в котором предлагалось принять меры к переводу флота из Севастополя в Новороссийск и к уничтожению того имущества, которое вывезено быть не может, никаких мер для реализации этих предложений советское руководство не предприняло.

### Черноморский флот при немецкой оккупации
29 апреля 1918 г. срочно освобождённый из тюрьмы командующий флотом контр-адмирал М. П. Саблин отдал приказ о переводе флота в Новороссийск. Для того, чтобы уберечь корабли от огня немецкой артиллерии Саблин дал распоряжение поднять на кораблях флаг украинских националистов, но бригада эсминцев и ряд других кораблей отказались выполнить это распоряжение. 29 апреля в 23:30, первая группа кораблей Черноморского флота начала прорыв в Новороссийск. 30 апреля Севастополь покинули основные силы, в том числе линкоры «Воля» (бывший «Император Александр III») и «Свободная Россия» (бывшая «Императрица Екатерина Великая»), 2 вспомогательных крейсера, 25 эсминцев, 5 миноносцев, подводные лодки и несколько транспортов и катеров.
23 мая 1918 года немцы ультимативно потребовали возвращения флота в Севастополь, угрожая в противном случае возобновлением наступления. Это наступление началось 9 июня, причём снова было выдвинуто требование о переводе кораблей из Новороссийска в Севастополь. Не имея возможности противостоять немецкому наступлению, и не имея сил воевать с немцами Советское правительство ещё 6 июня по приказу Ленина решило затопить корабли в Новороссийске: «Ввиду безвыходности положения, доказанной высшими военными авторитетами, флот уничтожить немедленно. Председатель СНК В. Ульянов (Ленин)». Однако экипажи части кораблей во главе с линкором «Воля», отказались выполнять этот приказ и 17 июня вышли из Новороссийска в Севастополь, где немцы захватили корабли и увели их в турецкие порты. Впоследствии, эти корабли были возвращены Антантой Белому флоту и стали ядром Русской эскадры.
Суда, где были сильны организации большевиков и сочувствующих, решили остаться, на них были вывешены сигналы: «Судам, идущим в Севастополь: позор изменникам России». Вечером 17 июня командиры оставшихся кораблей В. А. Кукель, В. А. Алексеев, С. В. Анненский, Е. С. Гернет и др. выработали план потопления Красного Черноморского флота, к реализации которого и приступили с утра 18 июня.
Эсминцы «Керчь» (командир Кукель) и «Лейтенант Шестаков» начали буксировку покинутых матросами кораблей в открытое море. На эсминце «Гаджибей» был поднят сигнал «Погибаю, но не сдаюсь». В 15:45 началось затопление флота в Цемесской бухте. Эсминец «Керчь», торпедировавший корабли на рейде Новороссийска, ушёл к Туапсе, где и затопился сам.

## Командующие флотом
Должность последовательно имела названия: Главноначальствующий над Черноморским Флотом, Командующий флотом, председатель Черноморского адмиралтейского правления и главный командир Черноморского флота, после Крымской войны и ликвидации флота Заведующий морской частью в Николаеве, Главный командир Николаевского порта, после возрождения Главный командир Черноморского флота и портов, Начальник Морских сил Чёрного моря, Начальник действующего флота Чёрного моря, Командующий Морскими силами Чёрного моря, во время Первой мировой войны - Командующий флотом Чёрного моря.

### Начальники штаба флота
- контр-адмирал Лазарев, Михаил Петрович (1832-1833)
- контр-адмирал Авинов, Александр Павлович (16 января 1834 - 1836)
- контр-адмирал, с 1843 вице-адмирал Хрущов, Степан Петрович (1838-1849)
- контр-адмирал, 2 октября 1852 вице-адмирал Корнилов, Владимир Алексеевич (1850-1853)
- контр-адмирал Метлин, Николай Фёдорович (1854-1855)
- капитан 1-го ранга, флигель-адъютант Бутаков, Григорий Иванович  (март 1855 - август 1856)

- капитан 1-го ранга, с 1882 контр-адмирал Дефабр, Иван Осипович (сентябрь 1880—1887)
- контр-адмирал Тыртов, Сергей Петрович (1891-1892)
- контр-адмирал Гильтебрандт, Яков Аполлонович (1892—1894)
- контр-адмирал Безуар, Виктор Александрович (1 июля 1896 - октябрь 1898)
- контр-адмирал Кузьмич, Константин Павлович (5 апреля 1898 -1900)
- контр-адмирал Баль, Владимир Яковлевич (9 сентября 1902 - 17 февраля 1903)
- контр-адмирал Григорович, Иван Константинович (1905-1906)
- контр-адмирал Сарнавский, Владимир Симонович (8 января 1907 — 4 июня 1908)
- капитан 1-го ранга, с 1909 контр-адмирал Мязговский, Александр Иванович (1908-1909)
- контр-адмирал Сапсай, Александр Дмитриевич (1910 —1911)
- контр-адмирал Новицкий, Павел Иванович (1911-1912)
- капитан 1-го ранга, с 1911 контр-адмирал Покровский, Андрей Георгиевич (с 7 декабря 1911 ИО, 25 марта 1912 — 1913)
- контр-адмирал, с 18 апреля 1915 вице-адмирал Плансон, Константин Антонович (1913-1916)
- контр-адмирал, с 4 апреля 1916 вице-адмирал Покровский, Андрей Георгиевич (1916 — 28 июня 1916 )
- контр-адмирал Каськов, Митрофан Иванович (1916)

- контр-адмирал Погуляев, Сергей Сергеевич (октябрь 1916 — апрель 1917)
- капитан 1-го ранга Смирнов, Михаил Иванович (8 апреля 1917 - июль 1917)